# Maciej Kowalski (perkusista)
Maciej Kowalski (ur. 1984 w Krakowie) znany również jako Darkside, Satyriasis i Alize666 – polski perkusista.

## Życiorys
Kowalski współpracował z takimi grupami muzycznymi jak: MasseMord, Crionics, Mgła, Kriegsmaschine, Thy Disease, Anal Stench, Tromsnar, Darzamat, Mournedge oraz Goderak. 
W 2003 roku wraz z zespołem Cronics w plebiscycie magazynu „Metal Hammer” uzyskał 4. miejsce w kategorii debiut roku.

## Dyskografia
- Thy Disease - Cold Skin Obsession (2002, Metal Mind Records)[6]
- Crionics - Human Error: Ways To Selfdestruction (2002, Candlelight Records)[7]
- Anal Stench - Stench Like Six Demons (2003, Metal Mind Records)[8]
- Thy Disease - Extreme Obsession Live (2004, DVD, Metal Mind Productions)[9]
- Thy Disease - Neurotic World of Guilt (2004, Metal Mind Records)[10]
- Crionics - Armageddon’s Evolution (2004, Candlelight Records)[11]
- Crionics - Neuthrone (2007, Candlelight Records)[12]
- Mgła - Further Down The Nest (2007, Todeskult Entertainment)[13]
- Kriegsmaschine - Szron / Kriegsmaschine (2006, Under the Sign of Garazel Productions, split z Szron)
- Massemord - Let the World Burn (2007, Death Solution)
- Darzamat - Live Profanity (Visiting the Graves of Heretics) (2007, DVD, Metal Mind Productions)
- Massemord - The Whore of Hate (2008, Death Solution)
- Mgła - Groza (2008, Northern Heritage)[14]
- Kriegsmaschine - Transfigurations (2010, Malignant Voices, split z Infernal War)
- Mgła - With Hearts Toward None (2012, Northern Heritage Records)
- Kriegsmaschine - Enemy of Man (2014, No Solace)
- Mgła - Exercises in Futility (2015, Northern Heritage Records)
- Kriegsmaschine - Apocalypticists (2018, No Solace)
- Mgła - Age of Excuse (2019, No Solace)
- Hauntologist - Hollow (2024, No Solace)[15]